# Георг Адольф Деммлер
Георг Адольф Деммлер (нім. Georg Adolf Demmler; 22 грудня 1804, Берлін — 2 січня 1886, Шверін) — німецький архітектор і політичний діяч.

## Біографія
Народився в 1804 році в Берліні. Навчався в берлінській Будівельній академії у Карла Фрідріха Шинкеля. В 1830 році, у віці 26 років, був прийнятий на посаду керівника будівництва Мекленбург-Шверінського герцогства.
З 1830 по 1851 рік створив цілий ряд будівель в Шверіні, в тому числі арсенал, палац Великого герцога, манеж, театр.
Брав участь у політичному русі. Співчував робітничому класу, ввів оригінальну систему оплати, яка дозволяла розподілити весь прибуток від будівництва серед робітників. У 1851 році через свою політичну діяльність був звільнений зі служби. Після шести років, проведених в поїздках по Європі, повернувся в Шверін і зайнявся виключно політикою.
В 1859 році Деммлер став одним із засновників національного суспільства, а після 1866 примкнувся в Штутгарті до німецької народної партії. Через десять років перейшов до табору соціал-демократів. В 1877 році був обраний до рейхстагу, але вже через рік відмовився від своїх повноважень.
Помер у 1886 році в Шверіні.

## Будинки і споруди
Будинки і споруди Деммлера сформували образ міста Шверін. 

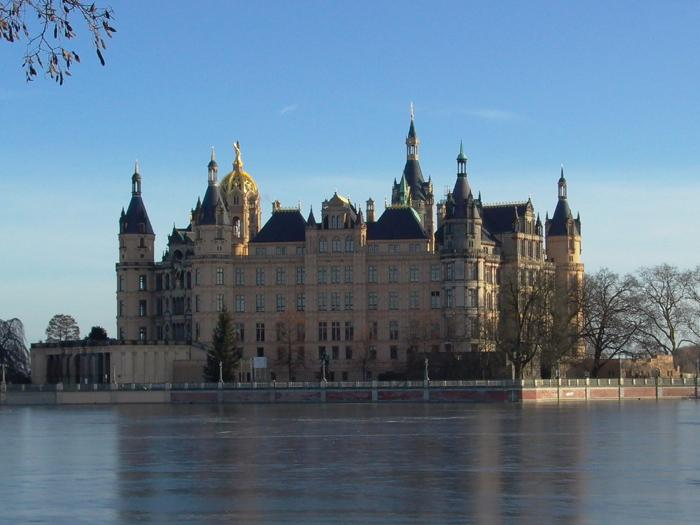
Шверінський замок
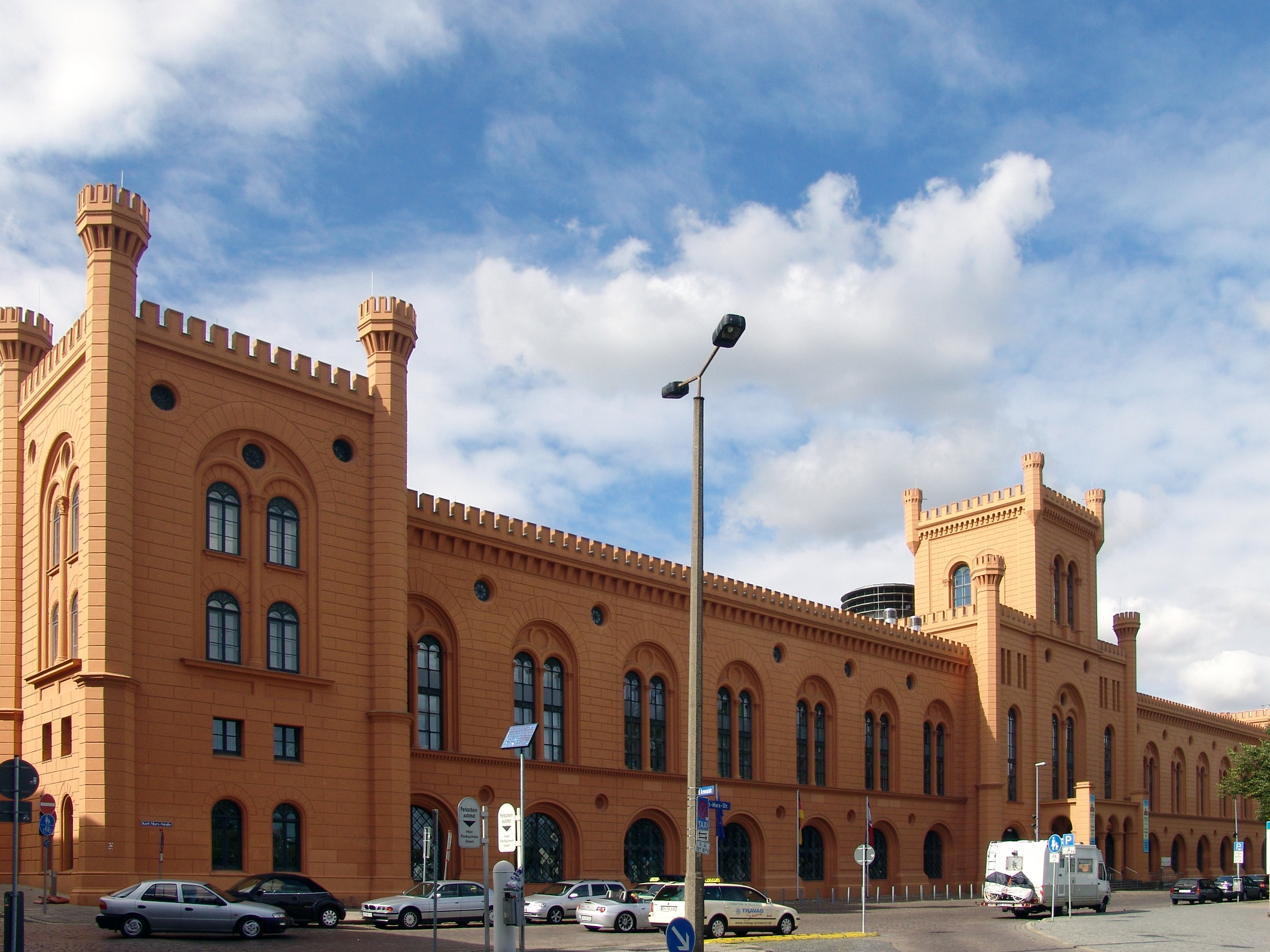
Арсенал
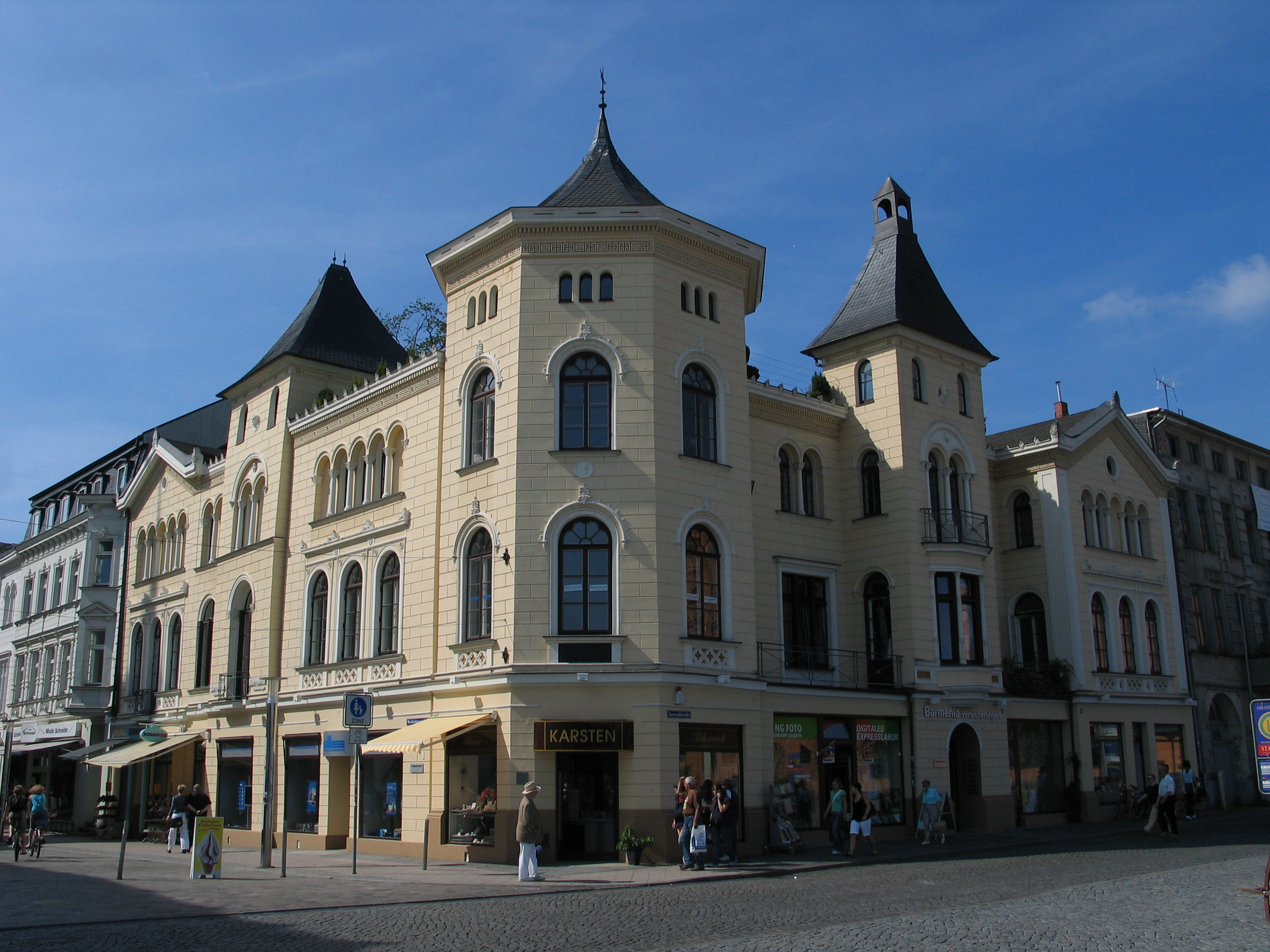
Житловий будинок Деммлера, Мекленбургштрассе, 1